# Pouzay
Pouzay ist eine französische Gemeinde mit 881 Einwohnern (Stand: 1. Januar 2022) im Département Indre-et-Loire in der Region Centre-Val de Loire; sie gehört zum Arrondissement Chinon und zum Kanton Sainte-Maure-de-Touraine. 

## Geographie
Pouzay liegt etwa 38 Kilometer südsüdwestlich von Tours an der Vienne.
Nachbargemeinden von Pouzay sind Saint-Épain im Norden, Noyant-de-Touraine im Norden und Nordosten, Sainte-Maure-de-Touraine im Osten und Nordosten, Maillé im Südosten, Nouâtre und Marcilly-sur-Vienne im Süden, Rilly-sur-Vienne im Südwesten, Parçay-sur-Vienne im Westen und Nordwesten sowie Trogues im Nordwesten.

## Bevölkerungsentwicklung
| Jahr                       | 1962 | 1968 | 1975 | 1982 | 1990 | 1999 | 2006 | 2018 |
| Einwohner                  | 732  | 759  | 696  | 736  | 696  | 755  | 788  | 892  |
| Quellen: Cassini und INSEE |      |      |      |      |      |      |      |      |

## Sehenswürdigkeiten
- Kirche Notre-Dame aus dem 12. Jahrhundert, wieder errichtet 1869

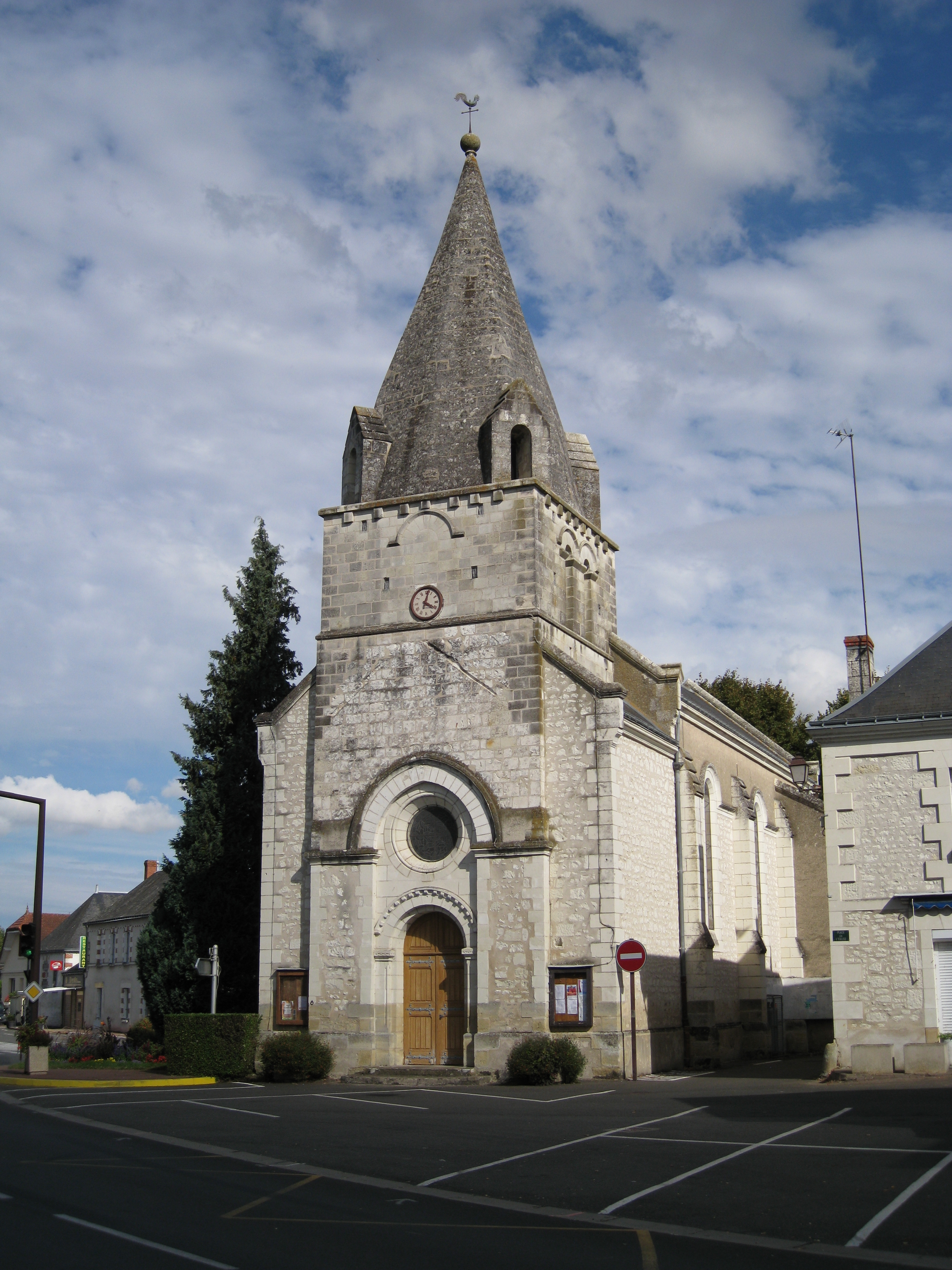
Kirche Notre-Dame